# Склад новостей
«Склад новосте́й», или «Ла́вка новосте́й» (англ. The Staple of News) — комедия английского драматурга Бена Джонсона, поставленная в конце 1625 или начале 1626 года актёрской труппой «Слуги короля» в лондонском театре «Блэкфрайерс». Последняя пьеса Джонсона, тепло принятая широкой публикой; позднейшие его комедии для общедоступной сцены успеха не имели.

## Содержание
Комедия получила название от основываемого её персонажами фантастического по тем временам предприятия: единого централизованного агентства по сбору и продаже новостей со всего света. По существу, речь идёт о журналистике, в начале XVII века ещё только зарождавшейся, но уже дававшей прозорливому сатирику достаточно материала для осмеяния. Сцены в Складе с чтением абсурдных жареных «новостей» полны злободневных отсылок и характеризуют представителей новой профессии «торговцев новостями» как корыстолюбивых, беспринципных, склонных к дутым сенсациям.
Бо́льшую часть пьесы, однако, занимает развитие другой темы: разумного отношения к деньгам в новом капиталистическом мире. Капитал персонифицирован в виде леди Пеку́нии (лат. pecunia — «деньги, состояние»), прекрасной принцессы, внимания и милостей которой ищут многочисленные поклонники, в том числе дядя-скупец Грошевой-старший (англ. Pennyboy Senior) и племянник-мот Грошевой-младший (Pennyboy Junior). Истина, по Джонсону, лежит посередине, вдали от крайностей скаредности и бездумного расточительства.
Аллегорические фигуры Пекунии, её свиты — старухи-кормилицы Ипотеки (Mortgage), компаньонок Статьи и Подписи, юной розовощёкой камеристки Печати (Wax — «воск»), а также комментирующих действие между актами кумушек Смехоты, Сплетни, Предвидения и Критики — приближают «Склад новостей» к старинному жанру моралите. Кроме того, заметно влияние Аристофана: в частности, образ Пекунии явно навеян богом богатства Плутосом из одноимённой пьесы древнегреческого комедиографа, а суд над собаками в V акте — аналогичным судилищем в «Осах».

### Бен Джонсон иПокахонтас
Концовка II акта и следующий за ней сценический антракт интересны обсуждением индейской принцессы Покахонтас, с которой автор комедии был лично знаком: она присутствовала на представлении маски Джонсона «The Vision of Delight» во дворце Уайтхолл на Двенадцатую ночь 6 января 1617 года, занимая одно из почётных зрительских мест.
В «Складе новостей» упоминается о посещении Покахонтас таверны — вероятно, излюбленной Джонсоном харчевни «Три голубя» в Брентфорде, куда Покахонтас переселилась вместе с мужем и сыном от плохо переносившегося ею затхлого лондонского воздуха.
Примечательно, что желчный сатирик Джонсон, в целом щедрый на различного рода язвительные выпады, о Покахонтас отзывается с глубоким уважением.

## Публикации
«Склад новостей» был впервые напечатан в 1631 году, вместе с пьесами «Варфоломеевская ярмарка» и «Чёрт выставлен ослом», для планировавшегося, но отменённого Джонсоном второго тома своих сочинений; затем — в составе второго фолио писателя, изданного посмертно в 1640 году.
В обоих изданиях пьесу предваряет латинский эпиграф из «Искусства поэзии» Горация (стихи 333—334):

Aut prodesse volunt, aut delectare poetae:

Aut simul et jucunda, et idonea dicere vitae.

Или стремится поэт к услаждению, или же к пользе,

Или надеется сразу достичь и того и другого.

Те же слова римского поэта Джонсон использовал ранее в качестве эпиграфа к «Вольпоне».
На русском языке комедия опубликована в 1933 году в переводе Теодора Левита.